# Vineeri tänav
La rue du contreplaqué (estonien : Vineeri tänav) est une rue de Tallinn en Estonie,.

## Présentation
La rue Vineeri tänav est une rue des quartiers Veerenni et Uus Maailm de l’arrondissement de Kesklinn.
La rue Vineeri part de la route de Pärnu et se termine à la rue Vana-Lõuna tänav.
La rue Vineeri orientée ouest-est et mesure 243 mètres de long.

## Étymologie
Le nom original de la rue était Kivi tänav (rue de la pierre) à partir du 23 février 1882.
La rue devait son nom de l'entrepôt de pavés et du site de production de pierre concassée de la ville, situé à l'angle de la rue Vana-Lõuna.
Le 23 septembre 1959, la rue Vineeri a reçu son nom actuel de l’usine de contreplaqué et de meubles de Tallinn voisine (en estonien : Tallinn Vineeri-ja Mööblikombinaat).

## Lieux et monuments de la rue
- Vineeri tänav 2 - Bureaux de la fabrique Luther ;
- Vineeri tänav 4a - salle d'exposition de fabrique Luther ;
- Vineeri tänav 4a - Bâtiment de l'atelier d'électricité ;
- Vineeri tänav 6 -  Bâtiment industriel. Monument architectural[6] ;
- Vineeri tänav 8 - Atelier. Monument architectural[7].

## Galerie

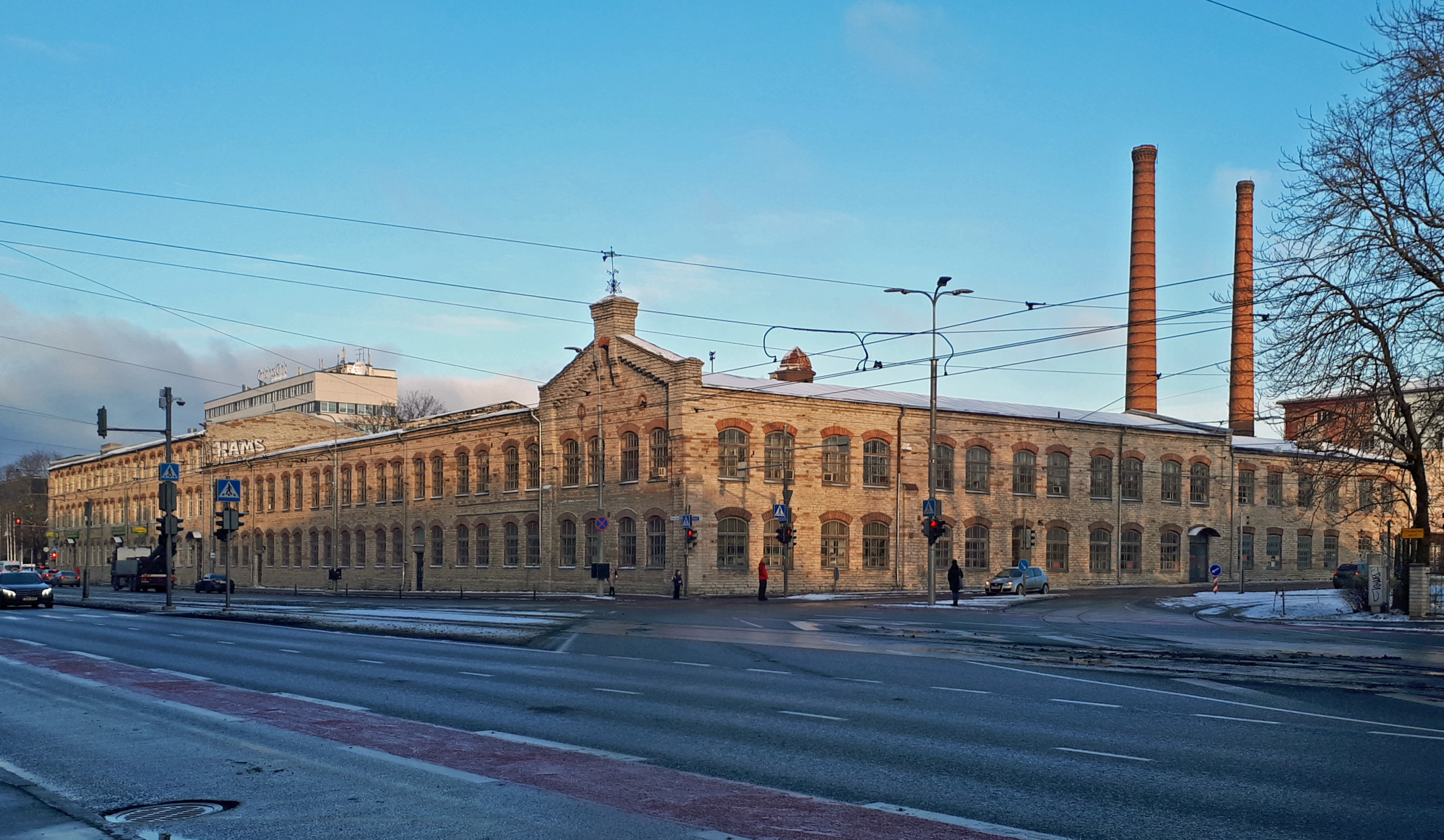
Bâtiments industriels de l'usine de contreplaqué et de meubles Luther.
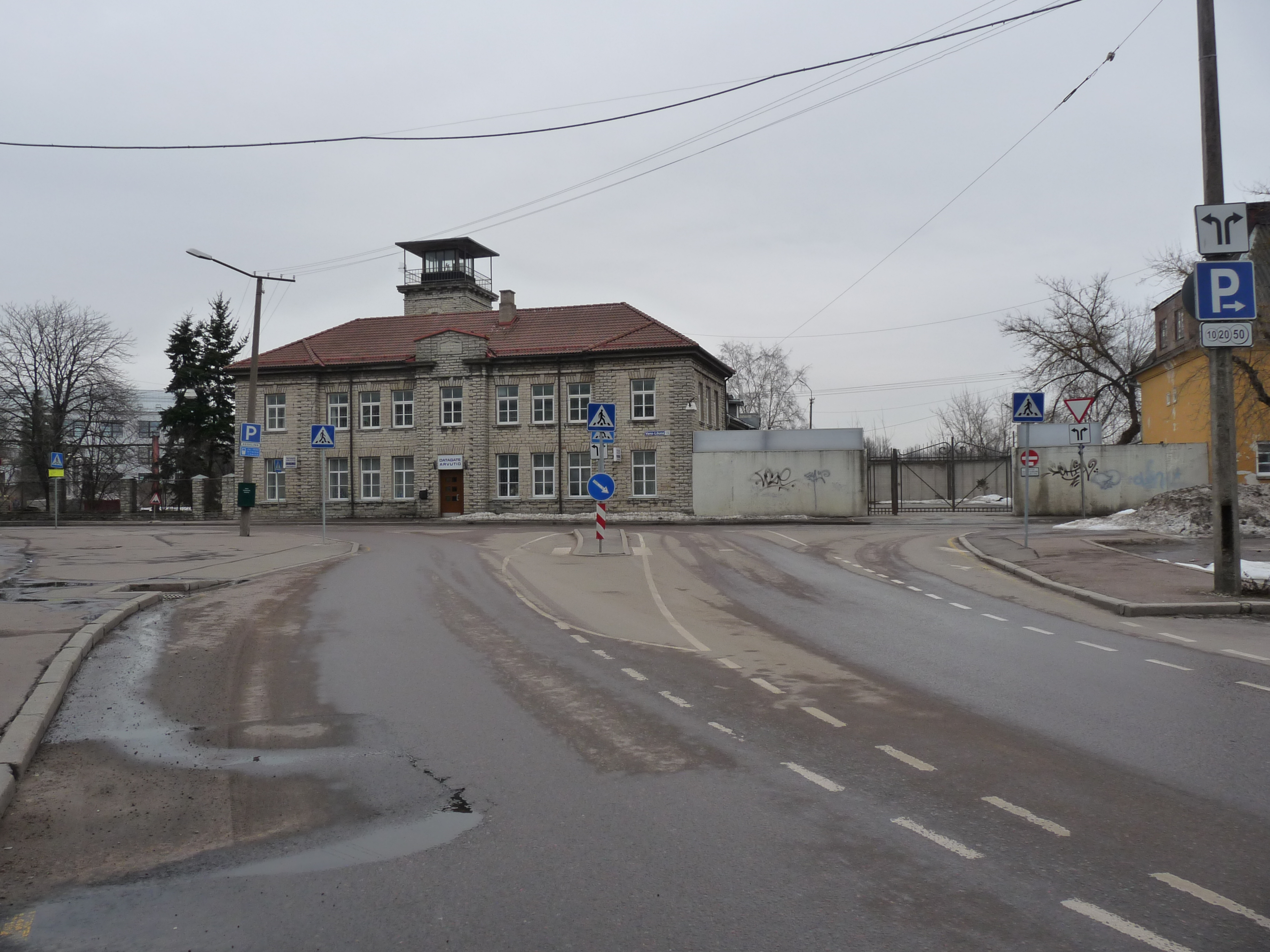
Croisement des rues Vana-Lõuna tänav et Vineeri tänav.
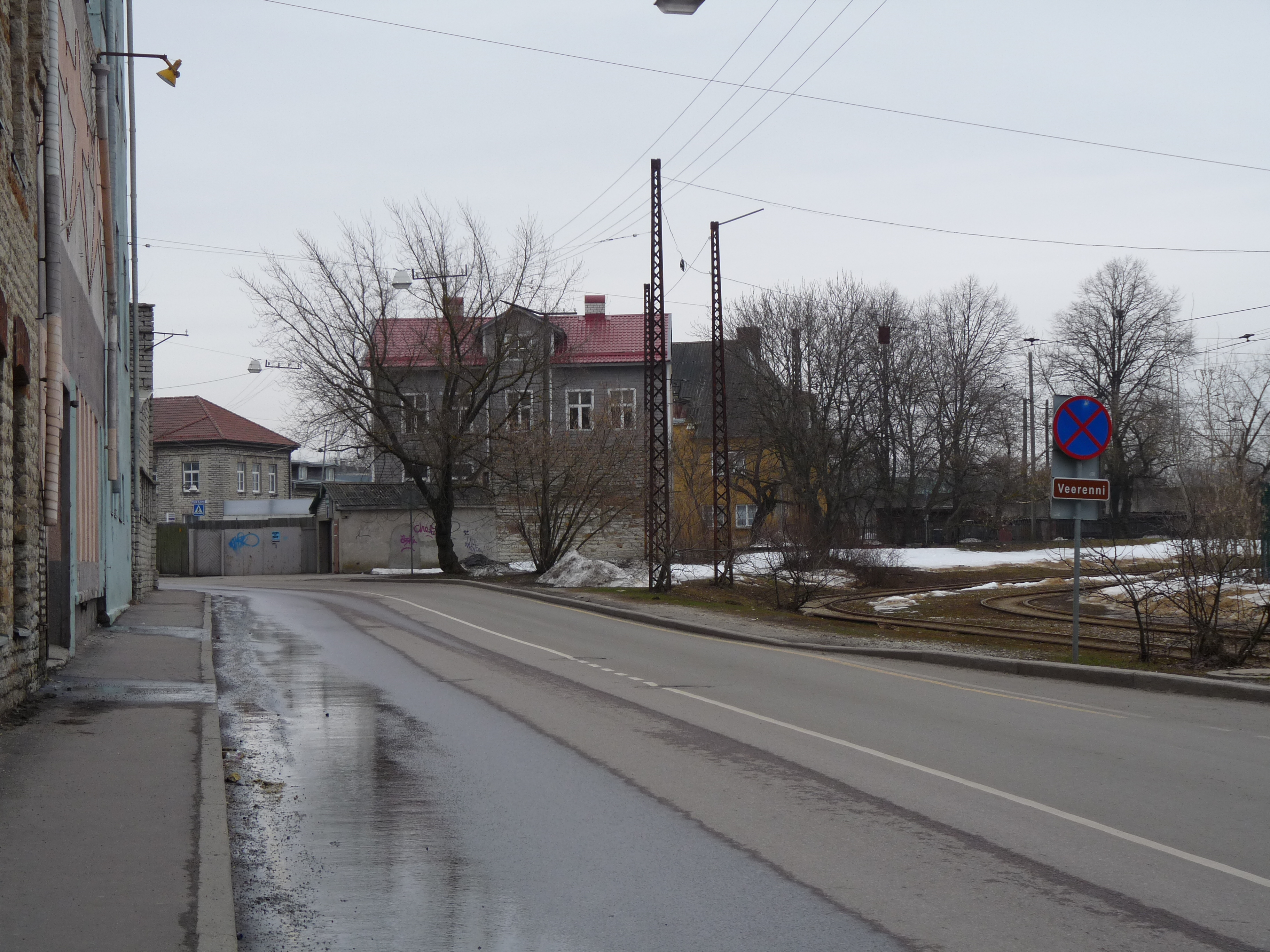
Début de la rue.

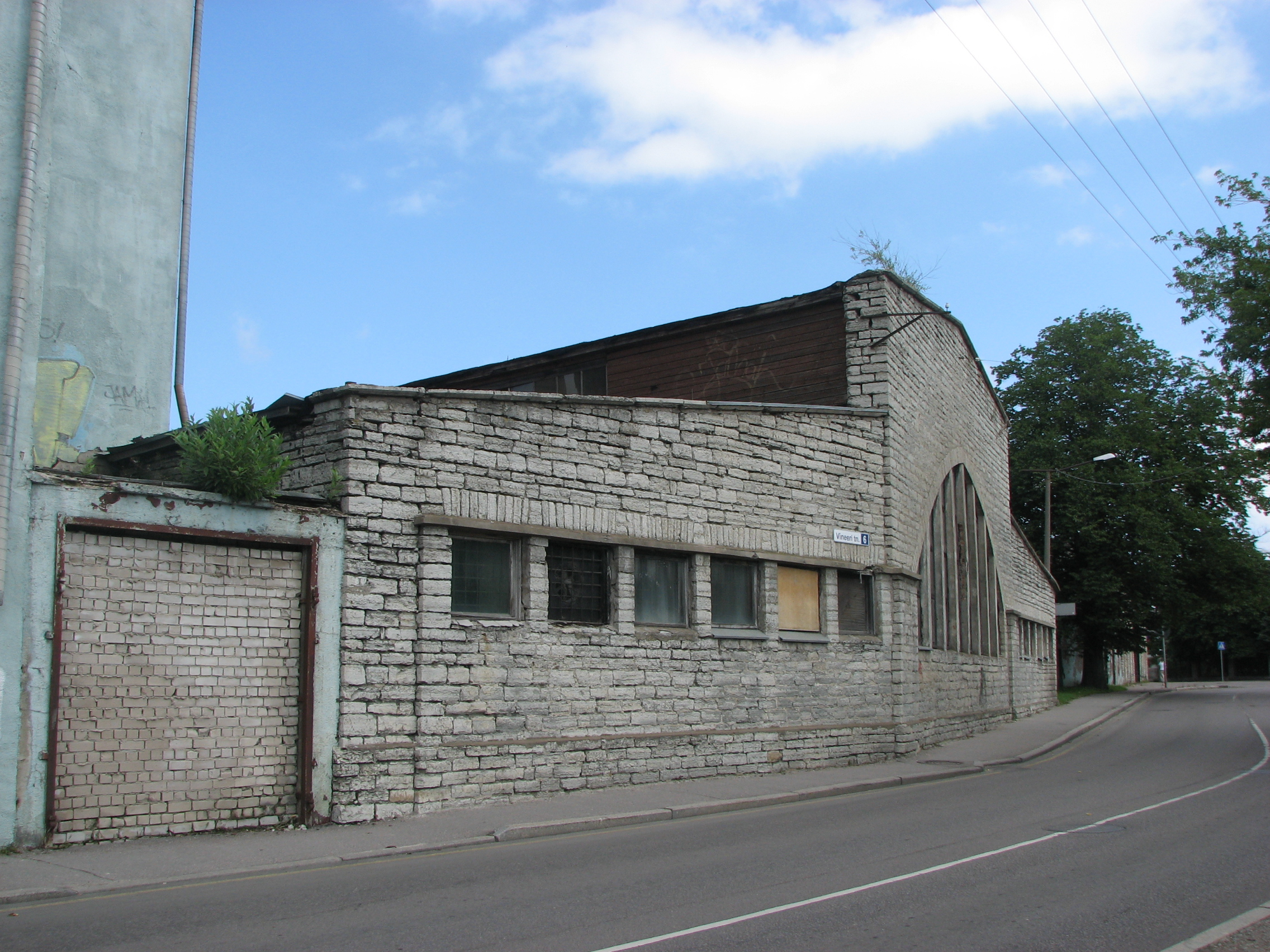
Vineeri tänav 6
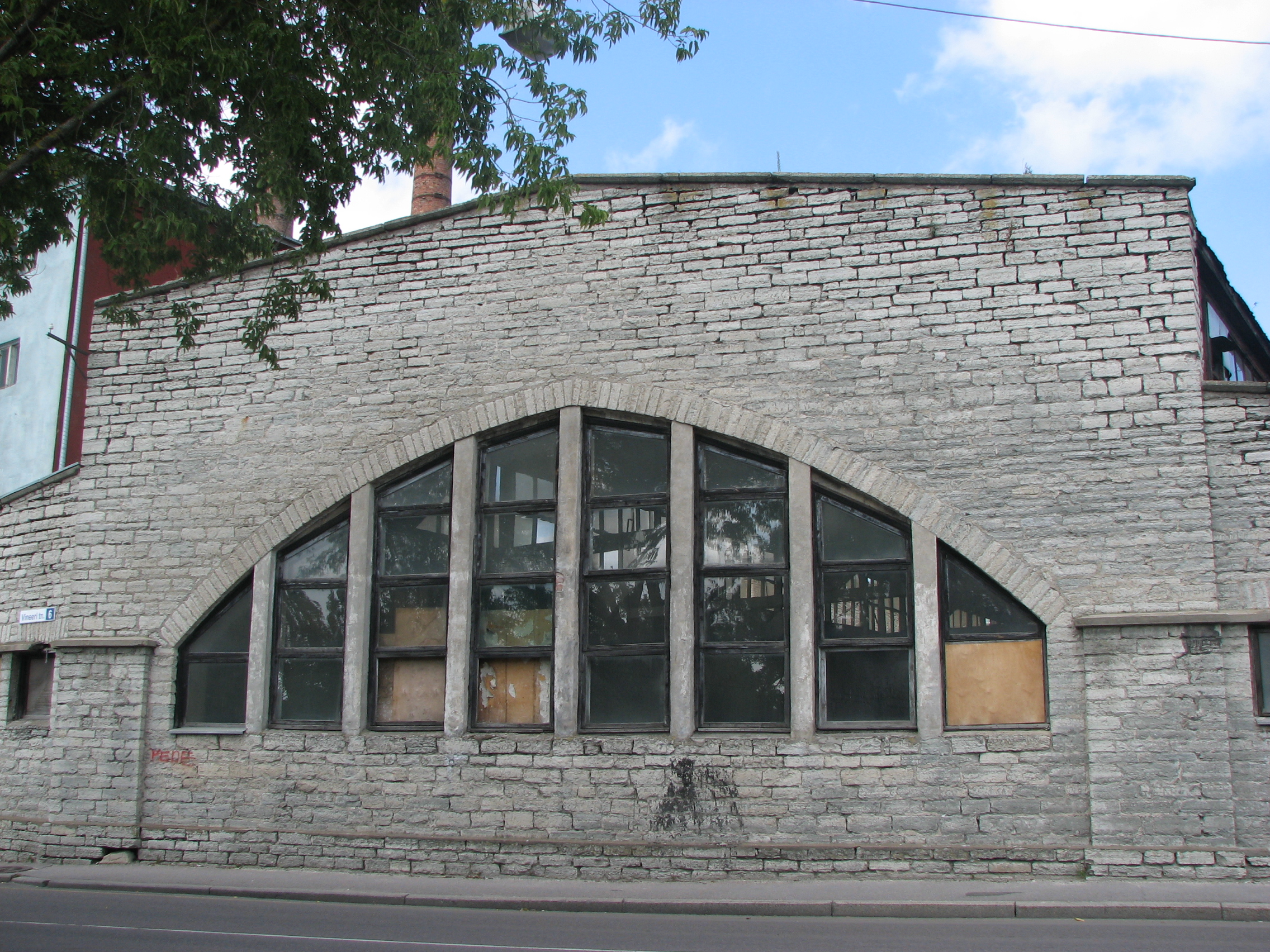
Vineeri tänav 6.
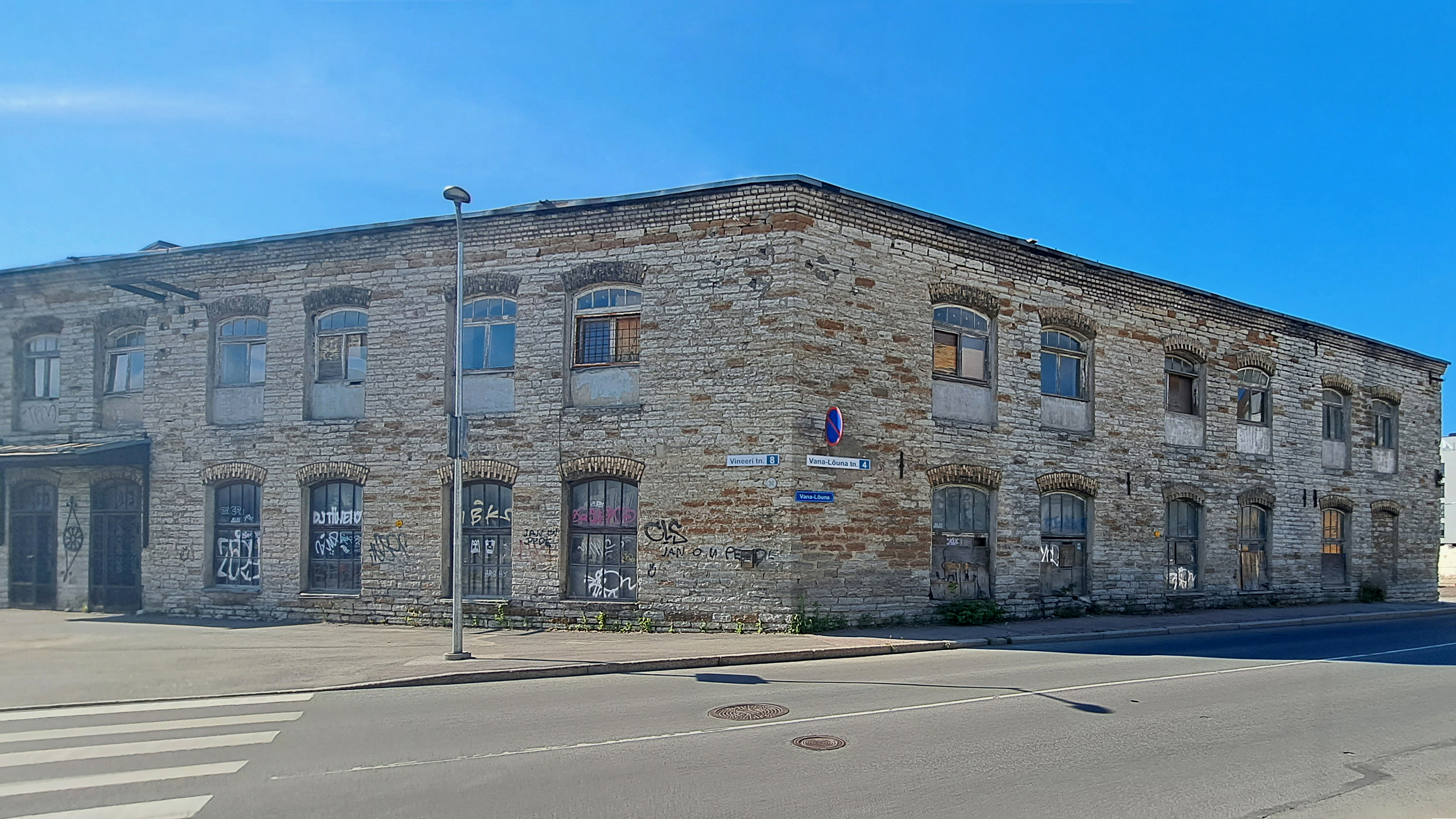
Vineeri tänav 8b.